# Північна Голландія
52°40′41″ пн. ш. 4°56′35″ сх. д. / 52.67806° пн. ш. 4.94306° сх. д.
Північна Голландія (нід. Noord-Holland) — провінція на заході Нідерландів. Столиця — Гарлем. Найбільше місто — Амстердам.

## Географія
Площа території 2670 км² (6-е місце).
Північна Голландія являє собою півострів у вигляді чоловічої голови, що розташована між Північним морем і озером Ейсселмер. Більше половини провінції складають рекультивовані осушені землі польдерів, які розташовані нижче рівня моря.

## Історія

### До 1795
Протягом практично всієї своєї історії сьогодняшня провінція Північна Голландія була невід'ємною частиною Голландії.
З IX по XVI століття, Голландія входила до складу Священної Римської імперії. Впродовж цього періоду Західна Фрисландія була завойована і включена до складу Голландії (сьогодні це частина Північної Голландії). Після цього офіційна назва Голландії була «Голландія і Західна Фрисландія». Населення Західної Фрисландії і сьогодні має власну самоідентичність, відмінну від мешканців Нідерландів, і має власну мову. А на території сучасних Нідерландів є провінція Фрисландія, з якою Північна Голландія межує на північному сході. З XVI століття по 1795 рік Голландія була найрозвинутішою і найважливішою провінцією Республіки Сполучених провінцій, саме тому вона панувала в державі. В цей період іноді розрізняли «Північну область» (Noorderkwartier) і «Південну область» (Zuiderkwartier), ці області відповідають сьогоднішнім провінціям Північної та Південної Голландії.

### Поява нової провінції (1795 до 1840)
Провінція Південна Голландія з'явилася під час французького правління (1795–1813). У 1795 була утворена Батавська республіка. За Конституцією 1798 року, старі кордони були значно переглянуті: було утворено 8 департаментів з приблизно рівною кількістю жителів. Голландія була розділена на 5 департаментів: «Тесел», «Амстел», «Делфі», «Шельда та Маас» і «Рейн». Перші три знаходилися на території Голландії, два останні містили в собі території різних провінцій. У 1801 році були відновлені старі кордони і створений департамент «Голландія». Ці перетворення, які проіснували недовго, народили ідею поділу розвиненої провінції. У 1807 Голландія знову була реорганізована: були утворені 2 департаменти «Маасланд» (відповідає сучасній Південній Голландії) та «Амстеллланд» (відповідає сучасній провінції Північна Голландія). Але в 1810 вся територія Нідерландів увійшла до складу Французької імперії. Маасланд був перейменований в «Monden van de Maas» («Вустя Маасу»), а Амстелланд та Утрехт були об'єднані в департамент «Zuiderzee». Після програшу та зміщення Наполеона в 1814 була введена нова Конституція, згідно з якою, країна складалася з провінцій і регіонів (landschappen). «Monden van de Maas» і «Zuiderzee» були об'єднані в провінцію Голландія. Але при цьому в провінції з'явилися два керуючих: один в колишньому департаменту «Маасланд» (сьогоднішня Південна Голландія) і один в колишньому департаменту «Амстелланд» (сучасна Північна Голландія). При цьому ідея про поділ Голландії продовжувала існувати. В 1840 була змінена Конституція. У тому числі було вирішено розділити Голландію на Південну і Північну. В основному це була ініціатива Амстердама, якому не подобалося перенесення Апеляційного суду до Гааги в 1838 році.

### З 1840
В 1855 році територія Гарлеммермера була осушена і стала оброблюваною, вона стала частиною Північної Голландії. В обмін Південна Голландія отримала більшу частину муніципалітету Леймейден в 1864 році. У 1942 році острова Вліланд і Терсхеллінг були віддані Фрисландіі.

## Найбільші міста
Міста з населенням понад 50 тисяч осіб:
| Назва міста     | Населення, осіб (2018) |       |
| --------------- | ---------------------- | ----- |
| Амстердам       | 857 713                | [ 2 ] |
| Гаарлем         | 160 263                | [ 3 ] |
| Занстад         | 144055                 |       |
| Гофддорп        | 142042                 |       |
| Алкмар          | 93416                  |       |
| Гілверсум       | 84422                  |       |
| Амстелвен       | 79768                  |       |
| Пюрмеренд       | 78862                  |       |
| Горн            | 69358                  |       |
| Велсен-Еймейден | 67528                  |       |
| Ден-Гелдер      | 57526                  |       |
| Гергуговард     | 50883                  |       |